# BHP Group
Die BHP Group (kurz BHP, bis 2018 BHP Billiton) ist ein börsennotiertes Rohstoff- und Bergbauunternehmen mit Sitz in Melbourne. Das Unternehmen konzentriert sich auf den Abbau von Industriemetallen (vor allem Eisenerz und Kupfer) und die Förderung von Erdöl, Erdgas und Kohle. BHP ist der größte Industriekonzern Australiens und einer der größten Bergbaukonzerne der Welt. Zusammen mit der Rio Tinto Group und der Vale S.A. gehört BHP zu den drei weltgrößten Eisenerzproduzenten. Im Geschäftsjahr 2021 (1. Juli 2020 bis 30. Juni 2021) betrug der Umsatz 60,8 Milliarden US-Dollar. Der Chief Executive Officer ist Mike Henry, der Chairman ist Ken MacKenzie.

## Geschichte

### 1851 bis 2001: Geschichte von Billiton

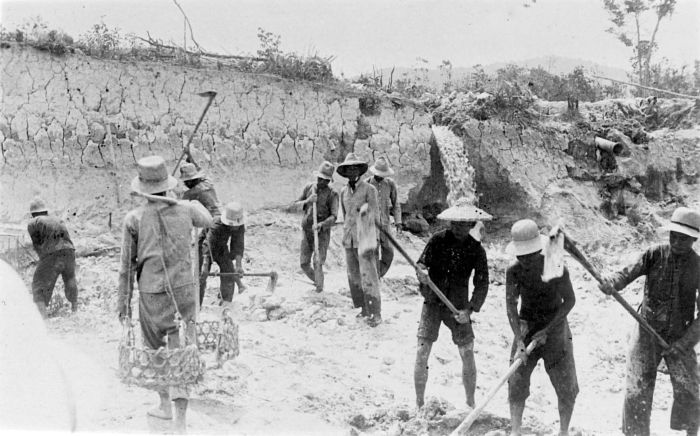
Zinnabbau durch chinesische Arbeiter in einer Mine auf Bangka (1930).

Der Ursprung von Billiton hängt mit der Erschließung eines ausgedehnten Zinngebiets zusammen, welches sich über die malaiische Halbinsel und die Inseln östlich vor Sumatra erstreckt. Bereits seit Anfang des 18. Jahrhunderts wurden von der V.O.C. auf der Insel Bangka die reichhaltigen und leicht zu gewinnenden Zinnvorkommen abgebaut. Im 19. Jahrhundert löste diese Region der Welt das englische Cornwall als weltgrößten Zinnproduzenten ab. Die Insel Belitung (Billiton) wurde aber lange Zeit außer Acht gelassen. Mit der Unterstützung von anderen holländischen Adeligen ergriffen daher Vincent Gildemeester Baron van Tuyll van Serooskerken und John Francis Loudon die Initiative und führten 1851 eine Expedition nach Belitung an, um die Insel nach Zinnvorkommen zu untersuchen. Sie erreichten die Insel am 27. Juni 1851 und wurden recht schnell nach zinnhaltigen Sedimenten fündig. Am 29. September 1860 wurde die Aktiengesellschaft NV Billiton Maatschappij mit der Unterzeichnung des Gesellschaftsvertrages auf der Aktionärsversammlung im Hotel „Groot Keizershof“ in Den Haag gegründet. Zwei Monate später erwarb das Unternehmen Schürfrechte auf Belitung und Bangka.
Die Zinnfelder, die von chinesischen Arbeitern abgebaut wurden, waren sehr profitabel. Kurz vor dem Ersten Weltkrieg beschäftigte das Unternehmen etwa 7500 Arbeiter in 80 Minen. In den 1930er und 1940er Jahren expandierte das Unternehmen in den Bauxitbergbau. Die Bauxitminen befanden sich auf Bintan, in Surinam und in Französisch-Guyana. 1958 übernahm der indonesische Staat die Minen auf Belitung und beendete damit das Engagement von Billiton auf seiner namensgebenden Insel.
1970 wurde Billiton, das mittlerweile ein Bauxit- und Aluminiumunternehmen war, von Royal Dutch Shell für 123 Millionen US-Dollar gekauft und in Billiton International umbenannt. Später beschloss Royal Dutch Shell, sich wieder auf das Ölgeschäft zu konzentrieren und sich aus dem allgemeinen Bergbau zurückzuziehen, und verkaufte 1994 den Großteil der Billiton-Assets an das südafrikanische Bergbauunternehmen Gencor. Im Zuge einer Umstrukturierung wurden 1997 die Aluminium-, Kohle-, Kupfer- und Nickel-Assets von Gencor in das neue Unternehmen Billiton plc ausgegliedert, dessen Aktien an der London Stock Exchange platziert wurden.

### 1883 bis 2001: Geschichte von BHP

Charles Rasp (um 1890).

Die Gründung von BHP geht auf den Deutsch-Australier Charles Rasp zurück. Als boundary rider auf einer Schafstation im äußersten Westen von New South Wales war er mit der Überwachung der Grundstücksgrenzen und des Schafbestandes beschäftigt. Rasp, der sich mit Mineralien auskannte, fand dort 1883 Blei-Silber-Gestein und erkannte das bergbauliche Potential der Region. Er und andere Männer bildeten ein Syndikat, das das Land für Bergbauzwecke pachtete und The Broken Hill Proprietary Company Limited (kurz BHP) gründete. Das neue Unternehmen mit Sitz in Melbourne ging 1885 an die Börse. Da die Vorstände als Wollproduzenten keine Erfahrung mit dem Bergbau hatten, warben sie führende Bergbauingenieure aus Übersee an.
In der Folgezeit entwickelte sich Broken Hill zu einem Zentrum des Silber-, Blei- und Zinkbergbaus mit BHP als Hauptunternehmen. Die Trennung von Zink und wertlosem Material gelang jedoch mit herkömmlichen Aufbereitungsmethoden nur unzureichend. Der Erfolg stellte sich 1902 ein, als BHP und andere Bergbauunternehmen in Broken Hill Pionierarbeit bei der Aufbereitung mittels Schaumflotation leisteten. In den 1910er Jahren begann das Unternehmen mit der Förderung von Eisenerz bei Whyalla und Steinkohle bei Newcastle. 1915 eröffnete die Firma ein Stahlwerk im Hafen von Newcastle und begann mit der Stahlverarbeitung.
1934 kehrte der Geschäftsführer von BHP, Essington Lewis, von einer Japanreise nach Australien zurück. Überzeugt, dass das Land sich auf einen Krieg vorbereitet, wurde auf sein Betreiben hin beschlossen, dass BHP Kampfflugzeuge bauen und an die Regierung verkaufen sollte. Ein Syndikat aus BHP und anderen australischen Unternehmen gründete die Commonwealth Aircraft Corporation. Im März 1939 wurde in Port Melbourne das erste in Australien hergestellte Flugzeug, die CAC Wirraway, geflogen. Im Zweiten Weltkrieg beruhte auch der Großteil der australischen Kriegsanstrengungen in den Bereichen Munition und Verteidigungsausrüstung auf BHP.
Nach 1960 diversifizierte BHP in verschiedene Bergbauprojekte. Die Firma begann in Kooperation mit Esso mit der Suche nach Erdöl und wurde 1964/65 in der Bass-Straße (Meerenge zwischen Tasmanien und Australien) fündig. Das Erdöl nahm im Laufe der Zeit einen immer größeren Stellenwert im Konzern ein. Im selben Jahrzehnt folgte die Erschließung der Eisenerzvorkommen in der Pilbara-Region in Westaustralien. 1984 übernahm BHP von General Electric das Unternehmen Utah International, das im Bowenbecken in Queensland Kokskohle förderte und exportierte. 1990 begann der Kupferbergbau in der chilenischen Escondida-Mine, an der BHP die Mehrheitsbeteiligung besitzt.
BHP war mit einem Anteil von 52 % an der Ok Tedi Mining Limited am Gold- und Kupfertagebau Ok Tedi in Papua-Neuguinea beteiligt. Die Mine wurde 1984 in Betrieb genommen. In den 1980er und 1990er Jahren wurden mehrere Millionen Tonnen kontaminierter Sedimente im Fluss Ok Tedi, der in weiterer Folge in den Fly fließt, entsorgt. Aufgrund der daraus resultierenden massiven Umweltschäden reichten 1994/95 rund 30 000 betroffene Einheimische eine Sammelklage gegen BHP vor dem Obersten Gerichtshof von Victoria ein. 1996 einigten sich BHP und die Kläger außergerichtlich auf Entschädigungszahlungen in Höhe von insgesamt 150 Millionen Kina (ca. 49 Millionen US-Dollar). 2002 zog sich BHP von der Ok-Tedi-Mine zurück und trat seine 52%ige Beteiligung an die gemeinnützige Stiftung PNG Sustainable Development Program ab; im Gegenzug erhielt BHP vom Staat Papua-Neuguinea rechtliche Immunität gegenüber künftigen Klagen.
Nachdem bereits 1999 das Stahlwerk in Newcastle stillgelegt wurde, spaltete BHP seine Stahlsparte ab. Aus dieser gingen die Unternehmen OneSteel (2000 gegründet, 2012 in Arrium umbenannt) und BlueScope Steel (2002 gegründet) hervor.
Im Jahr 2000 änderte die Firma den Namen in BHP Limited, womit die geläufige Abkürzung der offizielle Unternehmensname wurde. Im namensgebenden Broken Hill war BHP ohnehin seit 1940 nicht mehr tätig.

### 2001 bis 2017: Fusion zu BHP Billiton

Firmenlogo nach der Fusion.

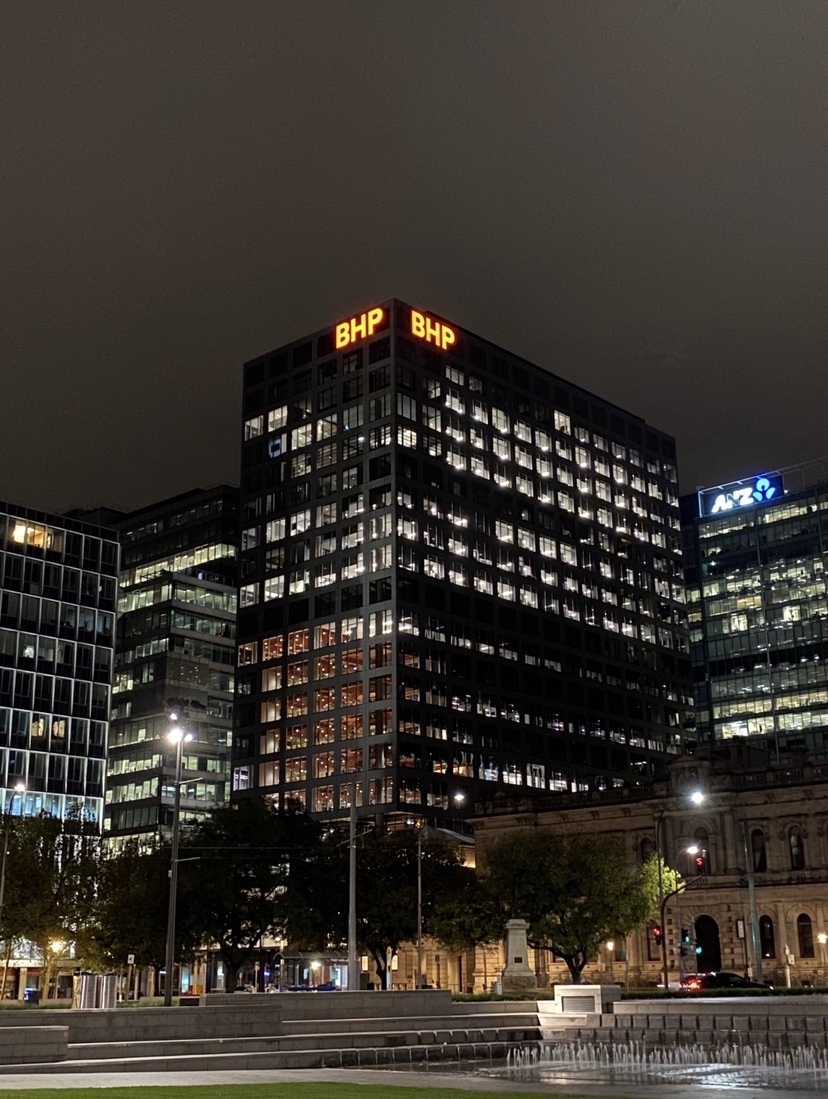
Niederlassung in Adelaide.

Die Fusionsabsichten von BHP und Billiton zu einer Dual-listed Company (kurz DLC) wurden am 19. März 2001 bekannt gegeben. Am 29. Juni 2001 wurde die Fusion vollzogen, das neue Unternehmen hieß BHP Billiton. BHP brachte 58 % und Billiton 42 % des Vermögens in das neue Unternehmen ein. Die BHP Limited wurde in BHP Billiton Limited und die Billiton plc in BHP Billiton Plc umbenannt. Die beiden Firmen blieben als juristische Personen mit Sitze in Melbourne und London erhalten, besaßen von nun an aber eine gemeinsamen Konzernleitung und wurden wie ein einziges, vereinigtes Unternehmen geführt. Die Aktien der BHP Billiton Limited wurden an der Australian Stock Exchange gelistet, die Aktien der BHP Billiton Plc an der London Stock Exchange und der Johannesburg Stock Exchange. Mit der DLC-Struktur erhielten die Aktionäre der beiden Unternehmen die gleiche proportionale wirtschaftliche und stimmrechtliche Beteiligung an der konsolidierten BHP Billiton. Nach der Fusion war BHP – gemessen am Börsenwert von 31 Milliarden US-Dollar – der zweitgrößte Bergbau- und Rohstoffkonzern der Welt (hinter Alcoa mit 34 Milliarden US-Dollar und vor Rio Tinto mit 24 Milliarden US-Dollar).
Im Jahr 2005 kaufte BHP das Bergbauunternehmen WMC Resources Limited, dem unter anderem die Gold-, Kupfer- und Uranmine Olympic Dam gehörte. Das Übernahmeangebot belief sich auf 9,2 Milliarden australische Dollar.
Im November 2007 unterbreitete BHP der Rio Tinto Group ein Übernahmeangebot, welches vorsah, eine Aktie von Rio Tinto gegen drei von BHP Billiton zu tauschen. Rio Tinto wies das Angebot zunächst zurück. Anfang Februar 2008 erhöhte BHP das Angebot auf 3,4 eigene Aktien für eine Aktie von Rio Tinto. Die Gesamtsumme des Angebots belief sich damit auf 147,4 Milliarden US-Dollar. Im Falle einer erfolgreichen Übernahme wäre ein Gigant mit geschätzten 350 Milliarden US-Dollar Marktwert entstanden. Die Transaktion wäre nach der Mannesmann-Übernahme durch Vodafone im Jahr 2000 die zweitgrößte aller Zeiten gewesen. Am 25. November 2008 kündigte der Konzern allerdings an, dass das Geschäft aufgrund der fallenden Rohstoffpreise infolge der Finanzkrise 2008 geplatzt sei.
2010 versuchte BHP, den kanadischen Kali- und Düngemittelproduzenten PotashCorp feindlich zu übernehmen. Das Unternehmen kontrollierte mehr als 25 % des weltweiten Angebots an Kaliumdünger. Die Übernahme scheiterte jedoch an der Blockade der kanadischen Regierung, die nach dem Investment Canada Act ein Mitspracherecht bei großen ausländischen Direktinvestitionen zum Schutz kanadischer Interessen hat. Auch PotashCorp betrachtete das Übernahmeangebot in Höhe von 38,6 Milliarden US-Dollar als erheblich unterbewertet. Im selben Jahr kaufte BHP ein deutlich kleineres Kaliunternehmen, Athabasca Potash, für 341 Millionen kanadische Dollar. 2011 kaufte BHP der Chesapeake Energy Corporation deren Schiefergas-Assets bei Fayetteville (Arkansas, USA) für 4,75 Milliarden US-Dollar ab. Ebenfalls 2011 akquirierte BHP den texanischen Schiefergasproduzenten Petrohawk Energy Corporation für 12,1 Milliarden US-Dollar.
Im Jahr 2015 gab BHP die Abspaltung aller Geschäftszweige außer Eisenerz, Kohle, Erdöl, Kalisalz und Kupfer und deren Bündelung im neuen Unternehmen South32 bekannt. Das große Aluminiumgeschäft sowie die Bergwerke für Silber, Blei, Zink, Mangan und teilweise Nickel und Steinkohle gingen an die neue Gesellschaft über. BHP reagierte mit diesem Spin-off – dem größten in der Geschichte der Bergbauindustrie – auf die fallenden Rohstoffpreise, indem es weniger rentable Geschäftszweige abspaltete und sich wieder auf das Kerngeschäft konzentrierte. Beim Börsengang am 18. Mai 2015 erreichte South32 einen Marktwert von rund 11 Milliarden australischen Dollar.
Am 5. November 2015 kam es zum Dammbruch von Bento Rodrigues im Bundesstaat Minas Gerais in Brasilien. Dabei brach der Damm eines Abraumbeckens einer Eisenerzmine, die von Samarco Mineração S.A., einem 50:50-Joint-Venture zwischen BHP und Vale, betrieben wurde. 19 Menschen starben, außerdem wurden mehrere kleine Gemeinden zerstört und die Umwelt schwer geschädigt. BHP, Vale und Samarco sahen sich infolge der Katastrophe mit mehreren Klagen konfrontiert, die zum Teil noch nicht (Stand: 2021) ausgestanden sind. Im Wesentlichen sind dies eine Zivilklage der brasilianischen Regierung in Höhe von 20 Milliarden Reais, eine Klage der brasilianischen Staatsanwaltschaft in Höhe von 155 Milliarden Reais und eine Sammelklage vor einem britischen Gericht in Höhe von 5 Milliarden Pfund (letztere nur gegen BHP). Nach der Katastrophe gründeten BHP, Vale und Samarco die Hilfsprogramm-Stiftung „Renova“, die bis Ende 2020 insgesamt 2,1 Milliarden US-Dollar an Entschädigungs- und Sanierungsgeldern ausbezahlt hat. Im Dezember 2020 gaben BHP und Vale die Wiederaufnahme des Samarco-Betriebes bekannt.

### 2017: Rebranding zur BHP Group
Im Zuge eines Rebrandings ließ das Unternehmen das Wort „Billiton“ aus seinem Namen streichen. Nachdem die öffentliche Darstellung des Unternehmens bereits seit Mai 2017 nur noch mit „BHP“ statt mit „BHP Billiton“ erfolgte, wurden die rechtlichen Firmenbestandteile am 19. November 2018 in BHP Group Limited (zuvor BHP Billiton Limited) bzw. BHP Group Plc (zuvor BHP Billiton Plc) umbenannt.
Seit 2018 betreibt BHP verstärktes Divestment aus fossilen Rohstoffen. 2018 veräußerte das Unternehmen sein Schiefergas- und Schieferölgeschäft in den USA für 10,5 Milliarden US-Dollar an den britischen Ölkonzern BP. 2020 gab BHP den Ausstieg aus der Förderung von Kraftwerkskohle innerhalb von zwei Jahren bekannt; das Engagement im Bereich der metallurgischen (d. h. für die Stahlproduktion bestimmten) Kohle soll aber beibehalten werden. Im August 2021 kündigten BHP und Woodside Petroleum die Zusammenlegung ihrer Öl- und Gasaktivitäten an.
Im August 2021 gab BHP bekannt, dass die DLC-Struktur aufgegeben und die primäre Börsennotierung nach Australien verlegt werden soll, um die Börsenstruktur zu vereinfachen. Das Delisting der BHP Group Plc von der Londoner Börse geschah am 31. Januar 2022.

## Unternehmensprofil

### Organisation
Die BHP Group ist in drei Vermögensgruppen (engl. asset groups) unterteilt, die zugleich Organisationseinheiten in operativer Hinsicht sind: „Minerals Australia“ (für Bergbauaktivitäten in Australien), „Minerals Americas“ (für Bergbauaktivitäten in Amerika) und „Petroleum“ (für Öl- und Gasaktivitäten). Zusätzlich gibt es noch eine „Commercial“-Einheit für Vertrieb, Marketing, Logistik, Marktanalyse usw. Die Konzernzentrale befindet sich in Melbourne, zudem besitzt der Konzern größere Niederlassungen in Adelaide, Brisbane, Perth, London, Lima, Quito, Santiago de Chile, Kuala Lumpur, Manila, Neu-Delhi, Shanghai, Singapur, Tokio, Houston, Tucson, Washington, D.C., Saskatoon und Toronto.
Seit 1. September 2017 ist Ken MacKenzie Chairman des Unternehmens, der Chief Executive Officer ist seit 1. Januar 2020 Mike Henry.

### Kennzahlen
Das Geschäftsjahr endet bei BHP am 30. Juni eines Jahres (z. B. GJ 2021: 1. Juli 2020 bis 30. Juni 2021).
| GJ   | Umsatzerlöse (in Milliarden USD) | Betriebsergebnis (in Milliarden USD) | Jahresüberschuss (in Milliarden USD) | Kurs/Aktie BHP Group Ltd (in AUD) | Kurs/Aktie BHP Group Plc (in GBp) | Mitarbeiter- zahl |
| ---- | -------------------------------- | ------------------------------------ | ------------------------------------ | --------------------------------- | --------------------------------- | ----------------- |
| 2007 | 47,473                           | 19,724                               | 13,416                               | 35,03                             | 1390                              | 40 000            |
| 2008 | 59,473                           | 24,145                               | 15,390                               | 43,70                             | 1920                              | 42 000            |
| 2009 | 50,211                           | 12,160                               | 5,877                                | 34,72                             | 1364                              | 41 000            |
| 2010 | 52,798                           | 20,031                               | 12,722                               | 37,65                             | 1754                              | 40 000            |
| 2011 | 71,739                           | 31,816                               | 23,648                               | 43,80                             | 2447                              | 41 000            |
| 2012 | 72,226                           | 23,752                               | 15,417                               | 31,45                             | 1806                              | 46 000            |
| 2013 | 53,860                           | 21,977                               | 11,223                               | 31,37                             | 1682                              | 47 000            |
| 2014 | 56,762                           | 22,649                               | 13,832                               | 35,90                             | 1890                              | 47 000            |
| 2015 | 44,636                           | 8,670                                | 1,910                                | 27,05                             | 1249                              | 43 000            |
| 2016 | 28,567                           | 2,804                                | −6,385                               | 18,65                             | 943                               | 27 000            |
| 2017 | 36,135                           | 12,554                               | 5,890                                | 23,28                             | 1176                              | 26 000            |
| 2018 | 43,638                           | 15,996                               | 3,705                                | 33,91                             | 1706                              | 27 000            |
| 2019 | 44,288                           | 16,113                               | 8,306                                | 41,16                             | 2015                              | 29 000            |
| 2020 | 42,931                           | 14,421                               | 7,956                                | 35,82                             | 1654                              | 32 000            |
| 2021 | 60,817                           | 25,906                               | 11,304                               | 48,57                             | 2130                              | 34 000            |

Die Profitabilität des Unternehmens hängt eng mit den Rohstoffpreisen und der Rohstoffnachfrage aufgrund der weltwirtschaftlichen Lage zusammen. Im Geschäftsjahr 2011, als beide Faktoren besonders günstig waren, erwirtschaftete BHP ein Rekordergebnis von über 31 Milliarden US-Dollar. Das Geschäftsjahr 2016 erwies sich hingegen als besonders schwierig – zum einen durch niedrige Rohstoffpreise, zum anderen durch außerordentliche finanzielle Belastungen wegen der 
Dammbruchkatastrophe in Brasilien. Durch diesen Doppelschlag erlitt das Unternehmen einen Jahresverlust von 6,4 Milliarden US-Dollar und damit den größten Verlust in seiner Geschichte.
Im Geschäftsjahr 2021 erwirtschaftete BHP einen Umsatz von 60,8 Milliarden US-Dollar, wovon 57 % auf Eisenerz, 26 % auf Kupfer (einschließlich Nebenprodukte wie Gold, Silber, Zink, Molybdän etc.), 8 % auf Kohle, 6 % auf Öl und Gas und 3 % auf Nickel entfielen. Alleine der chinesische Markt machte 65 % des Konzernumsatzes aus, der australische Markt selbst nur 5 %.

### Aktie und Anteilseigner
Die wesentlichen Aktionäre der BHP Group Limited (insgesamt 2 945 851 394 Aktien) und der BHP Group Plc (insgesamt 2 112 071 796 Aktien) waren 2021:
| Anteilseigner           | Anteile an BHP Group Ltd | Anteile an BHP Group Plc |
| ----------------------- | ------------------------ | ------------------------ |
| BlackRock               | 6,0 %                    | 10,1 %                   |
| The Vanguard Group      | 6,0 %                    | —                        |
| Elliott International   | —                        | 5,1 %                    |
| Norges Bank             | —                        | 5,0 %                    |
| Aberdeen Asset Managers | —                        | 4,9 %                    |

Von 2001 bis 2022 war BHP eine Dual-listed Company, bestehend aus der australischen BHP Group Limited (ASX, ADR-Programm an der NYSE) und der britischen BHP Group Plc (LSE und JSE, ADR-Programm an der NYSE). Seit Februar 2022 gibt es nur noch die BHP Group Limited mit primärer Börsennotierung an der ASX, Zweitlistings an der LSE und JSE und einem Level-II-ADR-Programm an der NYSE.

## Geschäftszweige

### Übersicht
Die Gesamtproduktion im Geschäftsjahr 2021 belief sich wie folgt:
| Rohstoff             | Produktion          |
| -------------------- | ------------------- |
| Eisenerz             | 253 534 000 t       |
| Kupfer               | 1 635 700 t         |
| Zink                 | 145 100 t           |
| Molybdän             | 863 t               |
| Blei                 | 2 500 t             |
| Uran                 | 3 267 t             |
| Gold                 | 313 000 oz.         |
| Silber               | 12 534 000 oz.      |
| Nickel               | 89 000 t            |
| metallurgische Kohle | 40 625 000 t        |
| Kraftwerkskohle      | 19 290 000 t        |
| Rohöl und Kondensat  | 38 729 000 bbl.     |
| Erdgas               | 340 600 000 000 cft |
| Flüssiggas (NGL)     | 7 313 000 bbl.      |

### Bergbau in Australien

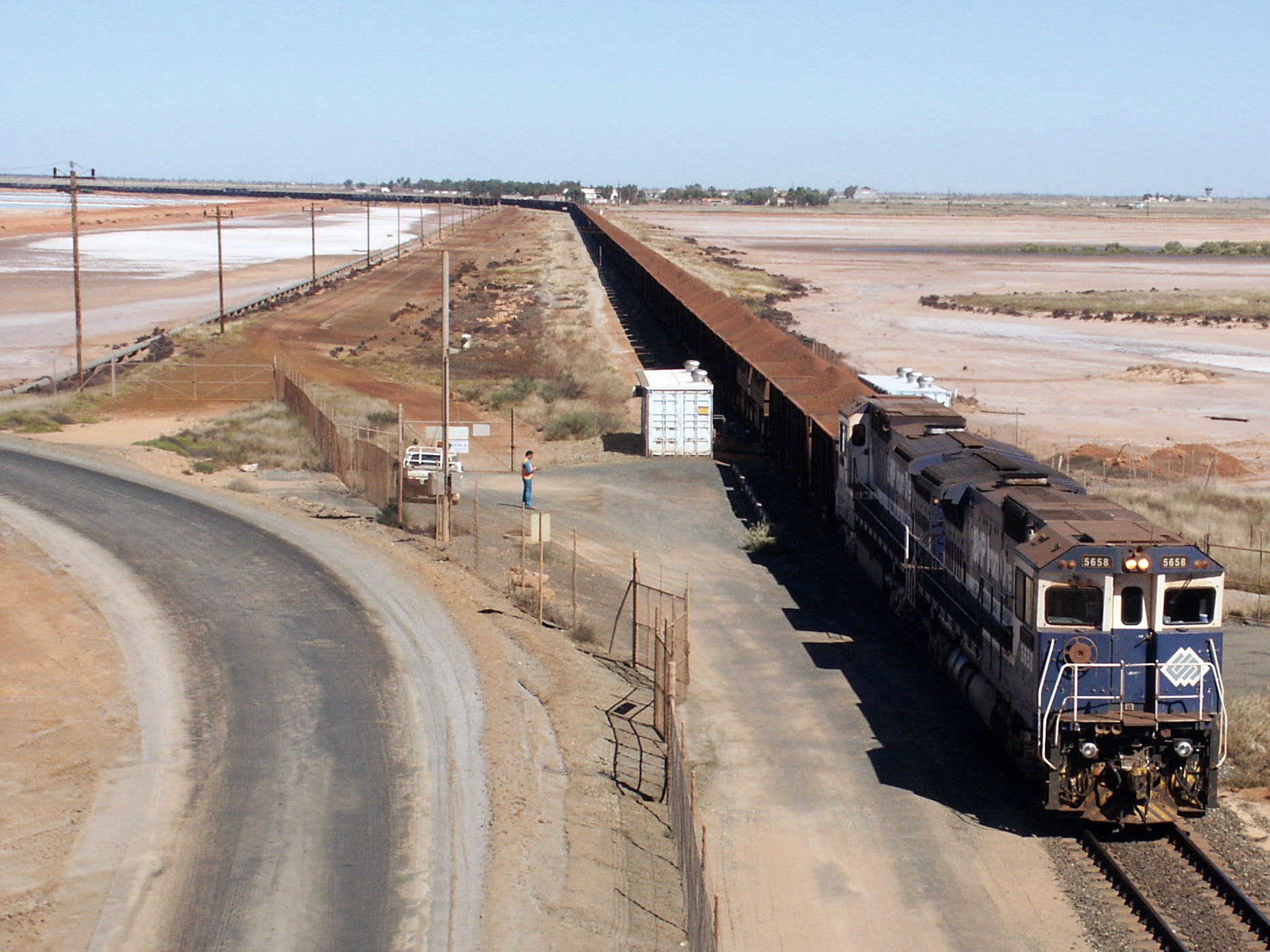
Eisenerztransport auf der Mount Newman Railway bei Port Hedland in Westaustralien.

Der Eisenerzabbau in der Pilbara-Region in Westaustralien ist im Asset Western Australia Iron Ore (WAIO) zusammengefasst. Den Kern von WAIO bilden die vier Joint Ventures Mt Newman (Bergwerke: Mount Whaleback, nunmehr Newman East und Newman West, Orebodies 24, 25, 29, 30, 31, 32 und 35), Yandi (Bergwerk: Yandi), Mt Goldsworthy (Bergwerke: Yarrie, Nimingarra, Mining Area C, South Flank) und Jimblebar (Bergwerk: Jimblebar). BHP ist an jedem dieser Joint Ventures mit 85 % beteiligt, Mitsui und Itochu halten die restlichen 15 %. Mit Ausnahme von Jimblebar handelt es sich um nicht eingetragene Gesellschaften. Ferner gibt es noch das Joint Venture POSMAC, an dem BHP mit 65 % beteiligt ist. POSMAC umfasst eine Unterpacht an einem Teil der Mining Area C und verkauft dann das Erz an das Mt-Goldsworthy-Joint-Venture weiter. Zu WAIO gehören auch die beiden Hafenterminals Nelson Point und Finucane Island in Port Hedland und ca. 1000 Kilometer Eisenbahninfrastruktur (Mount Newman Railway und Goldsworthy Railway).
Das Kohle-Asset Queensland Coal beinhaltet Beteiligungen an den Joint Ventures BHP Mitsubishi Alliance (50 % BHP, 50 % Mitsubishi Development) und BHP Mitsui Coal (80 % BHP, 20 % Mitsui). Der Kohlebergbau erfolgt im Bowenbecken in Queensland. BHP Mitsubishi Alliance besitzt und betreibt sieben Bergwerke für metallurgische Kohle (Goonyella Riverside, Broadmeadow, Daunia, Peak Downs, Saraji, Blackwater, Caval Ridge) sowie eine Eisenbahnstrecke und den Hay-Point-Coal-Hafenterminal bei Mackay. Bis auf Broadmeadow werden diese Bergwerke im Tagebau betrieben. BHP Mitsui Coal besitzt und betreibt die metallurgischen Tagebau-Kohlebergwerke South Walker Creek und Poitrel.
Im Nickelbergbau ist BHP zu 100 % Eigentümer von Nickel West. Sulfiderze werden in Westaustralien in den Minen Mt Keith, Yakabindie, Cliffs und dem Minenkomplex Leinster abgebaut. Für die Aufbereitung stehen drei Konzentratoren, ein Hüttenwerk in Kalgoorlie und eine Raffinerie in Kwinana zur Verfügung.
Der Konzern besitzt das Bergwerk Olympic Dam in Südaustralien, in dem Kupfer, Gold und Uran abgebaut werden und zu dem auch mehrere Aufbereitungsanlagen (u. a. eine Kupferhütte und eine Kupferraffinerie) gehören.
Vom geplanten Ausstieg aus dem Kraftwerkskohle-Geschäft, der Mitte 2020 angekündigt wurde und innerhalb von zwei Jahren vollzogen werden soll, ist in Australien der Kohletagebau Mt Arthur in New South Wales betroffen. Nachdem im November 2021 noch immer kein Käufer gefunden war, wird auch die Stilllegung des Bergwerks nicht mehr ausgeschlossen.

### Bergbau in Amerika

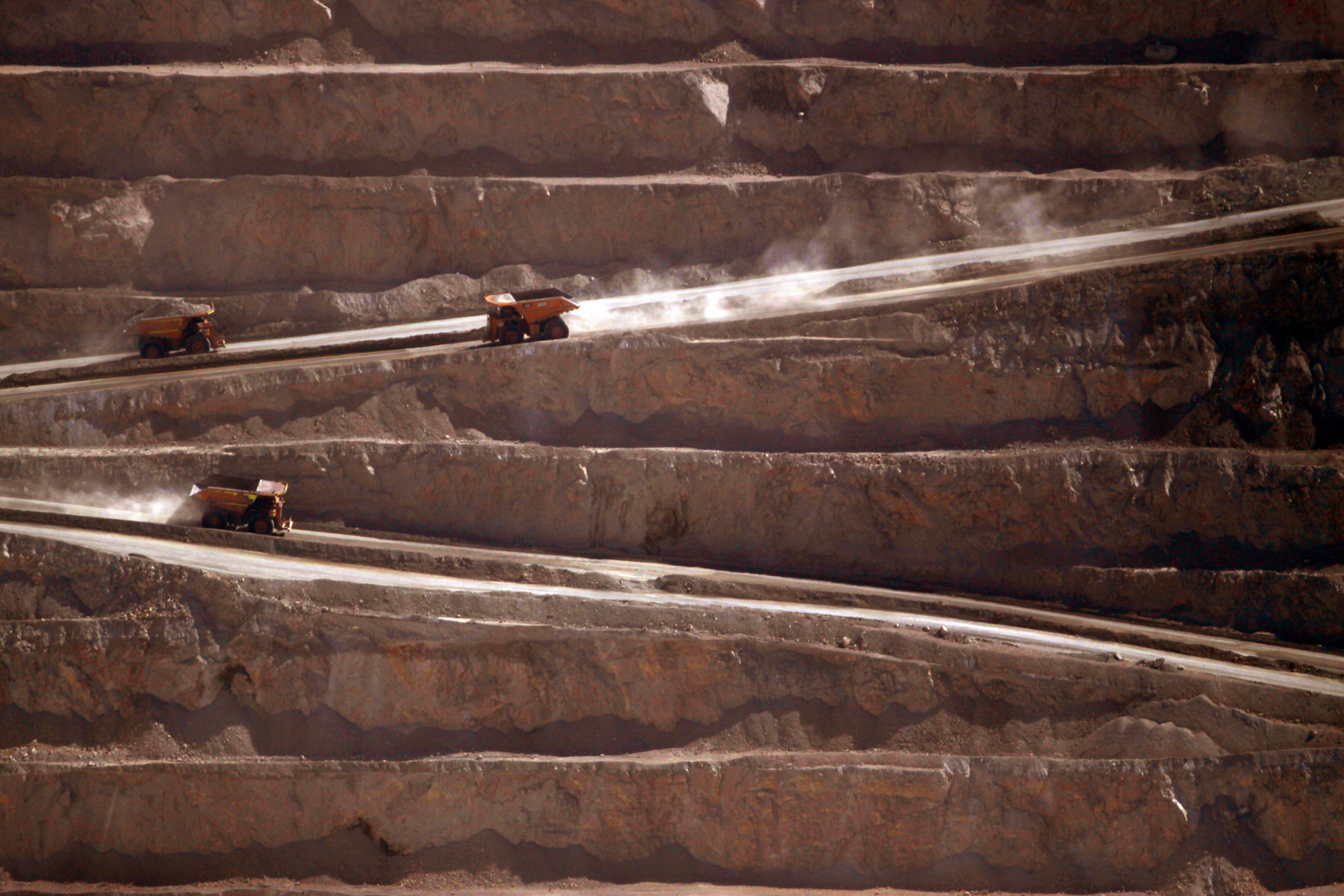
Kupferbergbau in der Escondida-Mine.

Das wichtigste Kupfer-Asset ist eine 57,5%ige Beteiligung an der Minera Escondida Limitada und deren Kupferbergwerk in Chile. BHP auch Betreiber der Escondida-Mine. Weiters gehört dem Konzern der Kupferbetrieb Pampa Norte, zu dem die Bergwerke Spence und Cerro Colorado in der Atacama-Wüste im Norden Chiles zählen. In Peru besitzt BHP eine 33,75%ige Beteiligung an der Kupfer- und Zinkmine Antamina. Mit dem Projekt Resolution Copper plant BHP im Joint Venture mit Rio Tinto die Erschließung eines großen Kupfervorkommens in Arizona.
BHP erschließt mit dem Jansen Potash Project eine riesige Kalilagerstätte ca. 140 Kilometer östlich von Saskatoon (Kanada). Nach der Fertigstellung soll Jansen das größte Kalibergwerk der Welt sein. Das gepachtete Gebiet umfasst eine Fläche von 9600 Quadratkilometern, die jährlich Kaliproduktion soll anfänglich 4,35 Millionen Tonnen betragen. Die Produktion soll 2027 anlaufen und danach schrittweise ausgebaut werden. Mit Gesamtkosten von 12 Milliarden kanadischen Dollar handelt es sich um die größte wirtschaftliche Einzelinvestition in der Geschichte Saskatchewans.
In Brasilien sind BHP und Vale zu jeweils 50 % Eigentümer des Eisenerzbetriebes Samarco Mineração S.A. Zu diesem Joint Venture gehören ein Eisenerzbergwerk und drei Konzentratoren bei Mariana (Minas Gerais) sowie vier Pelletieranlagen und ein Hafenterminal bei Anchieta (Espírito Santo). Der Betrieb wurde nach einer Umweltkatastrophe im Jahr 2015 stillgelegt und im Dezember 2020 wieder aufgenommen.
Im Rahmen des Ausstiegs aus dem Kraftwerkskohle-Geschäft wurden 2021 die 33,33 % Anteile an der Kohlegrube El Cerrejón in Kolumbien an Glencore verkauft.

### Öl- und Gasgeschäft
In Westaustralien besitzt BHP Beteiligungen an mehreren Offshore-Feldern. Das größte australische Gas- und Ölfördergebiet, das North West Shelf, wird von BHP im Joint Venture mit Woodside Petroleum (zugleich Projektbetreiber), Chevron, BP, Japan Australia LNG (MIMI) und Royal Dutch Shell ausgebeutet. Das Erdgas wird in zwei Untersee-Pipelines zur Aufbereitung und Verflüssigung zu einem Gaswerk in Karratha geleitet. BHP besitzt Beteiligungen zwischen 40,0 % und 71,4 % an den Pyrenees-Ölfeldern, wobei BHP zugleich Betreiber ist. Außerdem ist der Konzern Mehrheitsbeteiligter (71,43 %) und Betreiber des Macedon-Gasfeldes und des Macedon-Gaswerks bei Onslow. BHP hält 26,5 % an den Förderlizenzen für die Gasfelder Scarborough und North Scarborough.
Die Öl- und Gasförderung in der Bass-Straße, ca. 25 bis 80 Kilometer vor der Küste Victorias, erfolgt in den zwei Joint Ventures Gippsland Basin (50 % BHP, 50 % Esso Australia) und Kipper Unit (32,5 % BHP, 32,5 % Esso Australia, 35 % Mitsui E&P Australia). Die Aktivitäten in der Bass-Straße umfassen 23 Offshore-Plattformen und -Anlagen, die elf Öl- und Gasfelder ausbeuten, ca. 600 Kilometer Untersee-Pipelines und Gaswerke in Longford und Hastings. Der Betreiber ist Esso Australia.
Zur Fördertätigkeit im Golf von Mexiko zählen Beteiligungen an den Offshore-Ölfeldern Shenzi (72 %), Atlantis (44 %) und Mad Dog (23,9 %). Vor der Küste von Trinidad und Tobago betreibt BHP das Greater-Angostura-Feld mit einem Anteil von 45 % an der Fördermenge. 2021 ging die Ölproduktion aus dem Ruby-Projekt, einem Joint Venture zwischen BHP (68,46 %) und zwei trinidadischen Staatskonzernen (31,54 %), in Betrieb. In Algerien hält BHP einen effektiven Anteil von 29,2 % an der Joint-Interest-Einheit Rhourde Ouled Djemma Integrated Development, die Öl im Berkine-Becken (ca. 900 Kilometer südlich von Algier) fördert.
Am 17. August 2021 schlossen BHP und Woodside Petroleum eine Verpflichtungserklärung zur Fusion ihrer jeweiligen Öl- und Gasportfolios ab. Die Transaktion soll im 2. Quartal 2022 abgeschlossen werden.

## Einordnung
Die BHP Group gehört zu den größten Bergbaukonzernen der Welt und besitzt im Eisenerzabbau zusammen mit der Rio Tinto Group und der Vale S.A. eine marktbeherrschende Stellung (Glencore ist nach Umsatz und Mitarbeiterzahl zwar noch größer als diese Unternehmen, macht seinen Umsatz aber vor allem mit Kupfer, Zink, Nickel und Kohle). BHP, Rio Tinto und Vale sind für rund ein Drittel des weltweit abgebauten Eisenerzes und rund 70 % des Eisenerzhandels auf dem Seeweg verantwortlich. Besonders um 2010 schienen diese drei Unternehmen eine Markt- und Preissetzungsmacht zu entwickeln, die der Stahlindustrie Sorgen bereitete. Dennoch ist ihr Einfluss auf den Eisenerzpreis begrenzt; dieser wird weiterhin in erster Linie durch Angebot und Nachfrage gebildet, welche wiederum von China als weltweit größtem Eisenerzverbraucher maßgeblich beeinflusst wird. 2010, 2011 und 2012 befand sich BHP unter den Top 5 der Financial-Times-Global-500-Liste der nach Marktkapitalisierung größten Unternehmen der Welt.
| Unternehmen                    | Börsenwert zum 31. Dezember 2020 (in Milliarden USD) | Umsatz 2020 (in Milliarden USD) | Eisenerzproduktion 2020 (in Millionen Tonnen) |
| ------------------------------ | ---------------------------------------------------- | ------------------------------- | --------------------------------------------- |
| BHP Group                      | 165                                                  | 42,9 a                          | 248 a                                         |
| Rio Tinto                      | 122                                                  | 44,6                            | 286                                           |
| Vale                           | 86                                                   | 40,0                            | 300                                           |
| Fortescue Metals Group         | 55                                                   | 12,8 a                          | 204 a                                         |
| Anglo American                 | 46                                                   | 30,9                            | 64                                            |
| Weltproduktion (zum Vergleich) | Weltproduktion (zum Vergleich)                       | Weltproduktion (zum Vergleich)  | 2470                                          |